# Amata ecliptis
Amata ecliptis är en fjärilsart som beskrevs av Edward Meyrick 1886. Amata ecliptis ingår i släktet Amata och familjen björnspinnare. Inga underarter finns listade i Catalogue of Life.